# Obert
Obert è un comune degli Stati Uniti d'America, situato nello Stato del Nebraska, nella contea di Cedar.

## Storia
Obert fu fondata nel 1907 quando la Chicago, St. Paul, Minneapolis e Omaha Railway venne estesa fino a quel punto. Prende il nome da un funzionario ferroviario.

## Geografia
Obert si trova a 42°41'20 "N 97°1'38" W (42,688973, -97,027348).
Secondo l'Ufficio del censimento degli Stati Uniti, il villaggio ha una superficie totale di 0,07 miglia quadrate (0,18 km²), tutta terra.
Le strade statali 12 e 15 del Nebraska servono la comunità.